# Défis extrêmes : Retour à l'île
 (août 2024).
- Si vous ne connaissez pas le sujet, laissez ce bandeau (vous pouvez alors contacter les auteurs).
- Si vous supprimez le contenu mis en cause (vous pouvez préalablement contacter les auteurs),

argumentez précisément cette suppression dans la page de discussion
(un manque de référence n'est pas un argument ; une recherche réelle de référence doit avoir été effectuée, être formellement documentée).
 (août 2024).
Chronologie
La Tournée mondiale Les Étoiles des Défis extrêmes
Défis extrêmes : Le retour à l'île (Total Drama: Revenge of the Island) ou Défis extrêmes : Retour à l'île en France est la quatrième saison de la série télévisée d'animation canadienne Défis extrêmes créée par Jennifer Pertsch et Tom McGillis. Composée de treize épisodes, elle a été diffusée du 5 janvier au 12 avril 2012 sur Teletoon et Télétoon.

## Synopsis
Tout comme la première saison, L'île des défis extrêmes, la quatrième saison se déroule au camp Wawanakwa, devenu radioactif à cause de divers produits toxiques déposé par une entreprise de stockage de produits dangereux. Il y a également eu un changement de personnages avec treize nouveaux candidats qui forment deux équipes : les Rats toxiques et les Asticots mutants.
Les règles du jeu restent les mêmes sauf que cette fois, tous les défis sont éliminatoires. L'équipe perdante devra comme d'habitude éliminer l'un de ses membres. À la cérémonie d'élimination, le candidat qui recevra la guimauve toxique du royaume des losers devra monter dans une catapulte géante et subir l'expulsion de la honte. Le dernier candidat restant empochera la somme d'un million de dollars. Cette saison, les deux finalistes sont Dutonnerre et Cameron. Contrairement aux autres saisons, le gagnant est le même pour chaque pays sauf les États-Unis qui ont procédé de la même manière que les deux dernières saisons. Le gagnant le plus courant de cette saison est Cameron.
Contrairement aux trois premières saisons, celle-ci ne comprend que treize épisodes. Ce sera pareil pour les saisons 5, 6.2 et le reboot.

## Diffusion
| Saison | Épisodes | Pays       | Chaîne            | Première diffusion | Dernière diffusion |
| ------ | -------- | ---------- | ----------------- | ------------------ | ------------------ |
| 4      | 13       | Canada     | Teletoon/Télétoon | 5 janvier 2012     | 12 avril 2012      |
| 4      | 13       | France     | Canal+ Family     | 21 décembre 2011   | 29 décembre 2011   |
| 4      | 13       | États-Unis | Cartoon Network   | 5 juin 2012        | 28 août 2012       |

## Personnages
| Asticots mutants - Anne-Marie (Esméralda en VF ; Anne-Maria en VO) - Cameron (Corentin en VF) - Jo - Marc (Boris en VF ; Brick en VO) - Michel (Mickaël en VF ; Mike en VO) - Zoé (Zoey en VO) | Rats toxiques - C(amille) (Pat(ricia) en VF ; B(everly) en VO) - Dakota (Kimberly en VF) - Dutonnerre (Flashman en VF ; Lightning en VO) - Kelly (Charlotte en VF ; Staci en VO) - Océane (Dawn en VO) - Sam - Steph (Scott en VO) |

Note : Certains candidats changeront d'équipe au cours de l'aventure comme Marc, Jo, Steph, Dakota…

## Distribution

### Voix originales
- Clé Bennett : Chef Hatchet
- Carleigh Beverly : Dakota
- Jon Cor : Brick
- Cory Doran : Mike
- Kevin Duhaney : Cameron
- Laurie Elliott : Jo
- Brian Froud : Sam
- Athena Karkanis : Anne Maria
- Barbara Mamabolo : Zoey
- Caitlynne Medrek : Dawn
- Ashley Peters : Staci
- Christian Potenza : Chris McLean
- Tyrone Savage : Lightning
- James Wallis : Scott

### Voix québécoises
- Rose-Maïté Erkoreka : Anne-Marie
- Alexis Lefebvre : Marc
- Véronique Marchand : Jo
- Eloisa Cervantes : Océane
- Martin Watier : Dutonnerre
- Antoine Durand : Louis Mercier
- Hugolin Chevrette : Michel
- Catherine Brunet : Zoé
- Olivier Visentin : Cameron
- Claude Gagnon : Steph
- Patrick Chouinard : Sam
- Widemir Normil : Chef
- Émilie Bibeau : Dakota / Kelly

 Source et légende : version québécoise (VQ) sur Doublage.qc.ca

### Voix belges francophones
- Laurent Vernin : Louis
- Jean-Michel Vovk : Chef
- Jennifer Baré : Charlotte
- Alessandro Bevilacqua : Corentin
- Thibaut Delmotte : Michael
- Bruno Mullenaerts : Boris
- Esther Aflalo : Kimberly
- Pierre Bodson : Sam
- Steve Driesen : Scott
- Nicolas Matthys : Flashman
- France Bastoen : Jo
- Géraldine Frippiat : Zoé
- Ethel Houbiers : Esmeralda
- Leila Putcuyps : Océane
- Gauthier de Fauconval : Gontran
- Alexandra Corréa : Marilou
- Véronique Fyon : Tania
- Mélanie Dermont : Brigitte
- Cécile Florin : Édith

## Classement
| Place | Nom                                      | Équipe                            |           | Épisode                                                                            | Raisons de l'élimination | Statut des équipes     |
| ----- | ---------------------------------------- | --------------------------------- | --------- | ---------------------------------------------------------------------------------- | --- | ---------------------- |
| 13e   | Kelly                                    | Rats toxiques                     | Éliminée  | Toujours plus brutal !                                                             | Elle bavardait tout le temps et a mentionné qu'elle avait une famille d'inventeurs ce qui énervant ses compagnons. | Équipes non-fusionnées |
| —     | Dakota                                   | Rats toxiques                     | Éliminée  | Vérité ou requin mutant Retour dans Une mine, c'est pas une place pour les ordures | Elle était déconcentrée par ses paparazzis, et a fait perdre son équipe. | Équipes non-fusionnées |
| 12e   | C                                        | Rats toxiques                     | Éliminé   | On gèle !                                                                          | Il avait construit un système ingénieux pour venir à bout de l'autre équipe mais Steph l'a saboté et a accusé C de leur faire perdre le défi. | Équipes non-fusionnées |
| 11e   | Océane                                   | Rats toxiques                     | Éliminée  | Traître en vue !                                                                   | Steph a caché tous les objets personnels de ses coéquipiers et de ses adversaires dans son sac à souvenirs et juste avant le vote, il fait exprès de le faire tomber pour que toute son équipe vote contre elle, mais avant son élimination elle a montré une fausse statuette d'invincibilité que Steph avait taillée. | Équipes non-fusionnées |
| 10e   | Sam                                      | Rats toxiques                     | Éliminé   | Beauté sauvage                                                                     | Il a passé beaucoup de temps sans jouer à un jeu vidéo ce qui l'a fait délirer, fait perdre son équipe et inquiétait ainsi que ses coéquipiers. | Équipes non-fusionnées |
| 9e    | Marc                                     | Rats toxiques                     | Éliminé   | Une mine, c'est pas une place pour les ordures                                     | Il a aidé son ancienne équipe, Les asticots mutants, donc Jo et Dutonnerre ont voté contre lui. | Équipes non-fusionnées |
| 8e    | Anne-Marie                               | Asticots mutants                  | Abandon   | Une mine, c'est pas une place pour les ordures                                     | Elle a préféré arrêter l'aventure car Ézékiel lui a donné un diamant, se pensant donc riche, elle saute dans la catapulte avec Marc, Louis lui apprend alors que la mine était "une vraie poubelle" et que le diamant était devenu un faux à cause des déchets toxiques, Anne-Marie change alors d'avis, mais c'est trop tard, elle venait juste de confirmer son choix et se fait expulser avec Marc de l'île. | Équipes non-fusionnées |
| 7e    | Dakota (Dakotazoïd)                      | Asticots mutants                  | Éliminée  | L'île au trésor de Louis Mercier                                                   | C'était Steph qui devait se faire éliminer mais ce dernier a sorti la statuette d'invincibilité au dernier moment, alors la 2e personne à avoir le plus de votes devait quitter l'aventure : c'était Dakota car Zoé a voté contre elle parce qu'elle était effrayée par sa mutation. | Équipes non-fusionnées |
| 6e    | Michel                                   | Asticots mutants                  | Éliminé   | Les voiturettes de Chef                                                            | Steph l’a menacé de dire à Zoé son trouble de la personnalité multiple, ce qui l’a obligé à lui rendre service et surtout à l'aider à gagner le défi. Lorsque Zoé fut en danger mais Steph lui retira son maillot et il se transforma en Vito, qui aida Steph volontiers, mais Steph l’assoma et il rentra dans une bataille entre ses personnalités et lui. Il sortit vainqueur mais fut obligé de dire à Zoé qu'il avait un trouble de la personnalité. Heureusement pour lui, Zoé l'aime encore plus qu'avant. Steph, choqué et dégoûté du résultat, décida de l'éliminer vu qu'il avait remporté le défi et qu'il avait le choix du candidat qui serait éliminé. | Équipes fusionnées     |
| 5e    | Jo                                       | Rats toxiques                     | Éliminée  | Très haut et très loin                                                             | Elle s'est servie de Cameron en formant une alliance l'avantageant seulement elle, mais plus tard Cameron s'est rendu compte de la supercherie et a voté contre elle avec Dutonnerre et Zoé. | Équipes fusionnées     |
| 4e    | Steph                                    | Asticots mutants                  | Éliminé   | l'épreuve du chef                                                                  | Zoé et Cameron ont fait alliance pour l'éliminer à cause de toutes les éliminations injustes qu'il a causées. Cameron ayant remporté le défi, Steph a donc été renvoyé chez lui comme prévu. | Équipes fusionnées     |
| 3e    | Zoé                                      | Asticots mutants                  | Éliminée  | La forêt mutante de la terreur                                                     | Dutonnerre a gagné l'immunité et la possibilité d'éliminer un de ses adversaires ; il a choisi Zoé pour s'assurer une victoire facile contre Cameron et pour lui faire payer de lui avoir volé la victoire dans l'épisode précédent. | Équipes fusionnées     |
| 2e    | Dutonnerre ou Cameron (selon la version) | Rats toxiques ou Asticots Mutants | Deuxième  | M. Méninges contre M. Muscles : L'Épreuve finale                                   | Il a été foudroyé, est tombé au sol avant de se faire écraser par l'armure de Cameron. Fin Alternative (Uniquement aux États-Unis et aux Philippines) : Après que le robot de Cameron soit tombé à court d'énergie, Dutonnerre subit la foudre mais, Cameron tombe au sol. Dutonnerre fait un rêve bizarre et réussit à plaquer Cameron pendant 3 secondes, ce qui le déclare vainqueur et remporte le million de dollars | Équipes fusionnées     |
| 1er   | Cameron ou Dutonnerre (selon la version) | Asticots mutants ou Rats toxiques | Vainqueur | M. Méninges contre M. Muscles : L'Épreuve finale                                   | Cameron a réussi plaquer Dutonnerre pendant 3 secondes et a gagné le million de dollars Fin Alternative (Uniquement aux États-Unis et aux Philippines) : Son robot est tombé à court d'énergie et se fait plaquer après que Dutonnerre subit la foudre. | Équipes fusionnées     |

### Bilan par épisode
| Épisode     | Diffusion       | Épreuves         |            | Conseil | Conseil |
| Épisode     | Diffusion       | Immunité         | Éliminé(s) | Votes   |         |
| ----------- | --------------- | ---------------- | ---------- | ------- | ------- |
| 1re épisode | 5 janvier 2012  | Asticots mutants | Kelly      | 6-1     |         |
| 2e épisode  | 12 janvier 2012 | Asticots mutants | Dakota     | 4-2     |         |
| 3e épisode  | 19 janvier 2012 | Asticots mutants | C          | 3-1-1   |         |
| 5e épisode  | 2 février 2012  | Asticots mutants | Océane     | 4-1     |         |
| 6e épisode  | 9 février 2012  | Asticots mutants | Sam        | 3-1     |         |
| 7e épisode  | 16 février 2012 | Asticots mutants | Marc       | 2-1     |         |
| 7e épisode  | 16 février 2012 | Asticots mutants | Anne-Marie | /       |         |
| 8e épisode  | 23 février 2012 | Rats toxiques    | Dakota     | 3-2     |         |
| 9e épisode  | 1er mars 2012   | Steph            | Michel     | /       |         |
| 10e épisode | 8 mars 2012     | Cameron          | Jo         | 3-2     |         |
| 11e épisode | 22 mars 2012    | Cameron          | Steph      | 2-1-1   |         |
| 12e épisode | 29 mars 2012    | Dutonnerre       | Zoé        | /       |         |
| FINALE      | FINALE          | FINALE           | GAGNANT    | GAGNANT |         |
| 13e épisode | 12 avril 2012   | Cameron          | Cameron    | Cameron |         |

### Détails des votes
|             | Équipes initiales | Équipes initiales | Équipes initiales | Équipes initiales | Équipes initiales | Équipes initiales | Équipes initiales | Équipes initiales | Équipes initiales | Équipe réunifiée | Équipe réunifiée | Équipe réunifiée | Équipe réunifiée | Équipe réunifiée | Équipe réunifiée | Équipe réunifiée | Équipe réunifiée | Équipe réunifiée | Équipe réunifiée | Équipe réunifiée | Équipe réunifiée |
| ----------- | ----------------- | ----------------- | ----------------- | ----------------- | ----------------- | ----------------- | ----------------- | ----------------- | ----------------- | ---------------- | ---------------- | ---------------- | ---------------- | ---------------- | ---------------- | ---------------- | ---------------- | ---------------- | ---------------- | ---------------- | ---------------- |
| ► Épisode   | 1                 | 2                 | 3                 | 4                 | 5                 | 6                 | 7                 | 7                 | 8                 | 9                | 10               | 11               | 12               | 13               |                  |                  |                  |                  |                  |                  |                  |
| ► Éliminé   | Kelly             | Dakota            | C                 |                   | Océane            | Sam               | Marc              | Anne-Marie        | Dakota            | Michel           | Jo               | Steph            | Zoé              | Dutonnerre       |                  |                  |                  |                  |                  |                  |                  |
| ► Votes     | 6/7               | 4/6               | 3/5               | 4/5               | 3/4               | 2/3               | 0                 | 2/5               | 1/1               | 3/5              | 2/4              | 1/1              | 0                |                  |                  |                  |                  |                  |                  |                  |                  |
| ▼ Candidats | Votes             | Votes             | Votes             | Votes             | Votes             | Votes             | Votes             | Votes             | Votes             | Votes            | Votes            | Votes            | Votes            | Votes            | Votes            | Votes            | Votes            | Votes            | Votes            | Votes            | Votes            |
| Cameron     |                   |                   |                   |                   |                   |                   |                   |                   | Steph             |                  | Jo               | Steph            |                  | Gagnant          |                  |                  |                  |                  |                  |                  |                  |
| Dutonnerre  | Kelly             | Dakota            | Sam               |                   | Océane            | Sam               | Marc              |                   |                   |                  | Jo               | Zoé              | Zoé              | Deuxième         |                  |                  |                  |                  |                  |                  |                  |
| Zoé         |                   |                   |                   |                   |                   |                   |                   |                   | Dakota            |                  | Jo               | Steph            |                  |                  |                  |                  |                  |                  |                  |                  |                  |
| Steph       | Kelly             | Dakota            | C                 |                   | Océane            | Sam               |                   |                   | Dakota            | Michel           | Dutonnerre       | Dutonnerre       |                  |                  |                  |                  |                  |                  |                  |                  |                  |
| Jo          |                   |                   |                   |                   |                   |                   | Marc              |                   |                   |                  | Dutonnerre       |                  |                  |                  |                  |                  |                  |                  |                  |                  |                  |
| Michel      |                   |                   |                   |                   |                   |                   |                   |                   | Steph             |                  |                  |                  |                  |                  |                  |                  |                  |                  |                  |                  |                  |
| Dakota      | Kelly             | C                 |                   |                   |                   |                   |                   |                   | Steph             |                  |                  |                  |                  |                  |                  |                  |                  |                  |                  |                  |                  |
| Anne-Marie  |                   |                   |                   |                   |                   |                   |                   |                   |                   |                  |                  |                  |                  |                  |                  |                  |                  |                  |                  |                  |                  |
| Marc        |                   |                   |                   |                   | Océane            | Sam               | Dutonnerre        |                   |                   |                  |                  |                  |                  |                  |                  |                  |                  |                  |                  |                  |                  |
| Sam         | Kelly             | C                 | C                 |                   | Océane            | Marc              |                   |                   |                   |                  |                  |                  |                  |                  |                  |                  |                  |                  |                  |                  |                  |
| Océane      | Kelly             | Dakota            | C                 |                   | Steph             |                   |                   |                   |                   |                  |                  |                  |                  |                  |                  |                  |                  |                  |                  |                  |                  |
| C           | Kelly             | Dakota            | Steph             |                   |                   |                   |                   |                   |                   |                  |                  |                  |                  |                  |                  |                  |                  |                  |                  |                  |                  |
| Kelly       | Dakota            |                   |                   |                   |                   |                   |                   |                   |                   |                  |                  |                  |                  |                  |                  |                  |                  |                  |                  |                  |                  |

## Autour de la série
Certains anciens candidats apparaissent dans des épisodes de la saison.
| Épisode | Personnage                    | Rôle |
| ------- | ----------------------------- | --- |
| 1       | Gontran                       | Il dit à Louis que le bateau ne s'est pas arrêté et qu'il a du venir sur l'île à la nage, Louis lui annonce qu'il ne participe pas à la saison et le fait sortir. |
| 2       | Harold (d'une certaine façon) | Lors de la 2ème épreuve, les candidats doivent faire un parcours d'obstacles avec des lunettes qui ressemblent étrangement à celle d'Harold                       |
| 4       | Édith                         | Elle est chargée par Louis de terroriser les concurrents dans un costume d'araignée. Plus tard, Cameron la démasquera à la suite d'une montée d'adrénaline.       |
| 5       | Brigitte                      | Elle doit faire une démonstration du défi avec Dakota. |
| 6       | Tania                         | Elle sert de juge pour le défi de mode mais se fait enlever par le yéti qui l'emmène sur l'île du squelette.                                                      |
| 7       | Ézékiel                       | Anne-Marie le trouve au fond d'une mine où il devient le maître des rongeurs mutants.                                                                             |
| 8       | Joëlle                        | Elle est enfermée dans un coffre sous terre avec Sam, les autres concurrents doivent la sauver.                                                                   |
| 9       | Hugo                          | Il doit effectuer une démonstration mais s'échappe, ensuite, il fait exploser le Mont Louis Mercier avec une bombe.                                               |
| 10      | Marilou                       | Elle effectue une démonstration qui se termine assez mal, elle vole ensuite le million de dollars mais est arrêtée par Cameron.                                   |
| 11      | DJ                            | Il endosse le rôle de goûteur mais les plats le dégoutent et il s'enfuit.                                                                                         |
| 12      | Ézékiel                       | Il essaye de s'échapper de la mine mais retombe dedans à cause de Dutonnerre.                                                                                     |
| 13      | Ézékiel                       | Il est l'une des créatures mutantes qui servent d'obstacles aux finalistes.                                                                                       |